# 塔什卡鄉

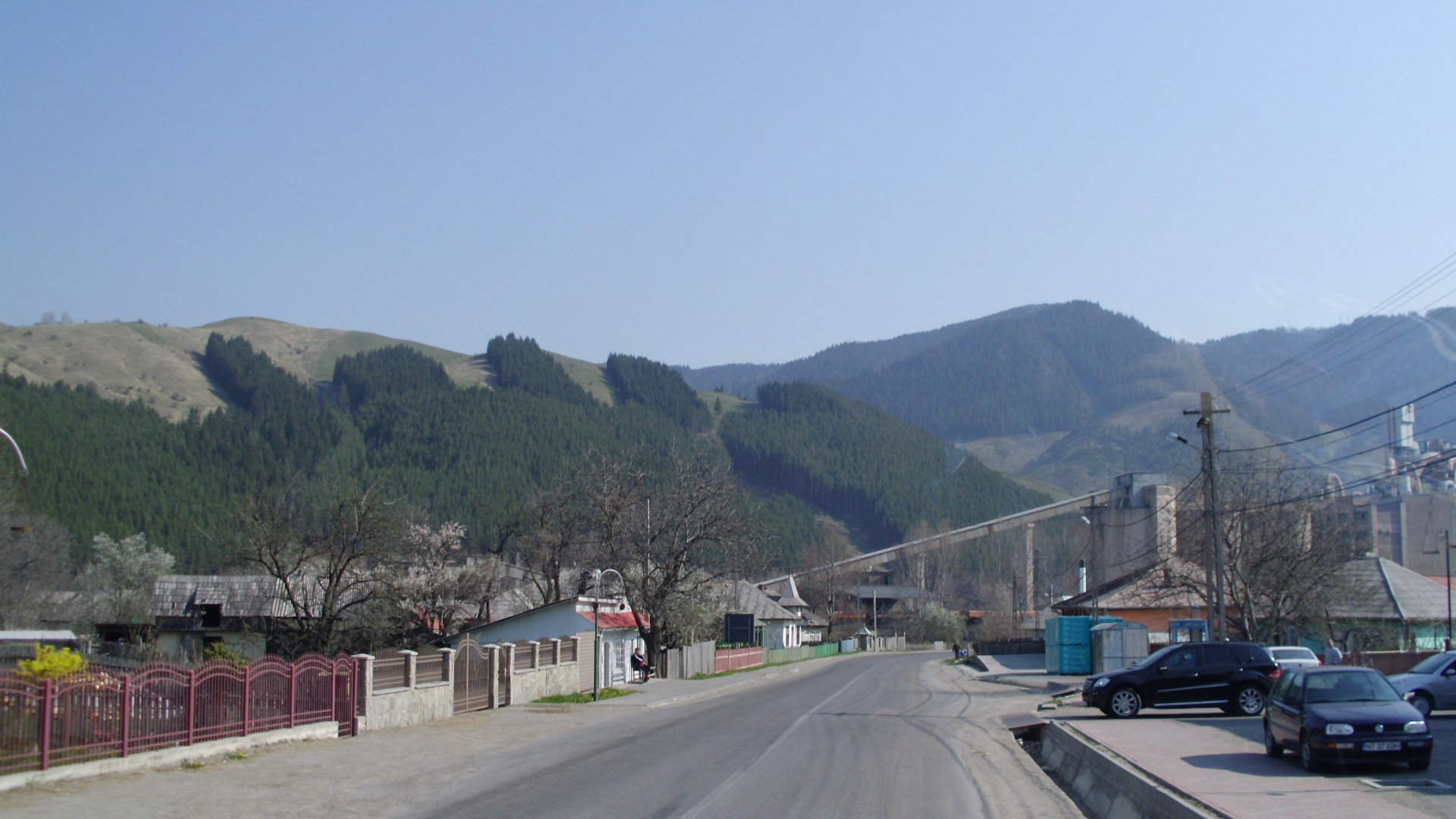

46°54′N 26°01′E / 46.900°N 26.017°E
塔什卡鄉（羅馬尼亞語：Comuna Tașca, Neamț），是羅馬尼亞的鄉份，位於該國東北部，由尼亞姆茨縣負責管轄，面積96平方公里，海拔高度558米，2007年人口2,719，人口密度每平方公里28人。